# Шерстюк Іван Микитович
Іва́н Мики́тович Шерстю́к (12 вересня 1925 — 26 березня 1995) — радянський та український учений-економіст. Кандидат економічних наук (1972), професор (1991). Завідувач (1980—1993) та професор кафедри політичної економії (з 1991 року — економічної теорії) Української юридичної академії. Учасник Німецько-радянської війни.

## Життєпис
Іван Шерстюк народився 12 вересня 1925 року в селі Суворовське Усть-Лабинського району Північно-Кавказького краю РРФСР. З 1942 по 1945 рік служив у лавах Червоної армії, брав участь у боях на Закавказькому фронті Німецько-радянської війни, у званні рядового командував баштою танка. За участь у війні відзначений орденом Вітчизняної війни та низкою медалей.
Вищу освіту Шерстюк здобув у Харківському державному університеті імені О. М. Горького, який закінчив у 1957 році за спеціальністю «економічна географія». З 1957 по 1973 рік Іван Микитович послідовно працював на посадах лектора Харківського планетарію, референта харківського обласного осередку товариства «Знання» та асистента на кафедрі марксизму-ленінізму Харківського медичного інституту.
Починаючи з 1973 року і до своєї смерті, Іван Микитович працював на кафедрі політичної економії Харківського юридичного інституту імені Ф. Е. Дзержинського (з 1990 — Українська юридична академія), послідовно обіймав посади старшого викладача та доцента. У 1980 році Іван Шерстюк очолив цю кафедру. У 1991 році її перейменовано на кафедру економічної теорії, а ще через два роки Іван Шерстюк залишив посаду завідувача та став професором кафедри. Також, працюючи у виші, деякий час, очолював товариство ветеранів Великої Вітчизняної війни.
Іван Микитович Шерстюк помер 26 березня 1995 року. Був кремований, його попіл зберігається у колумбарії на Другому міському кладовищі Харкова.

## Наукова діяльність

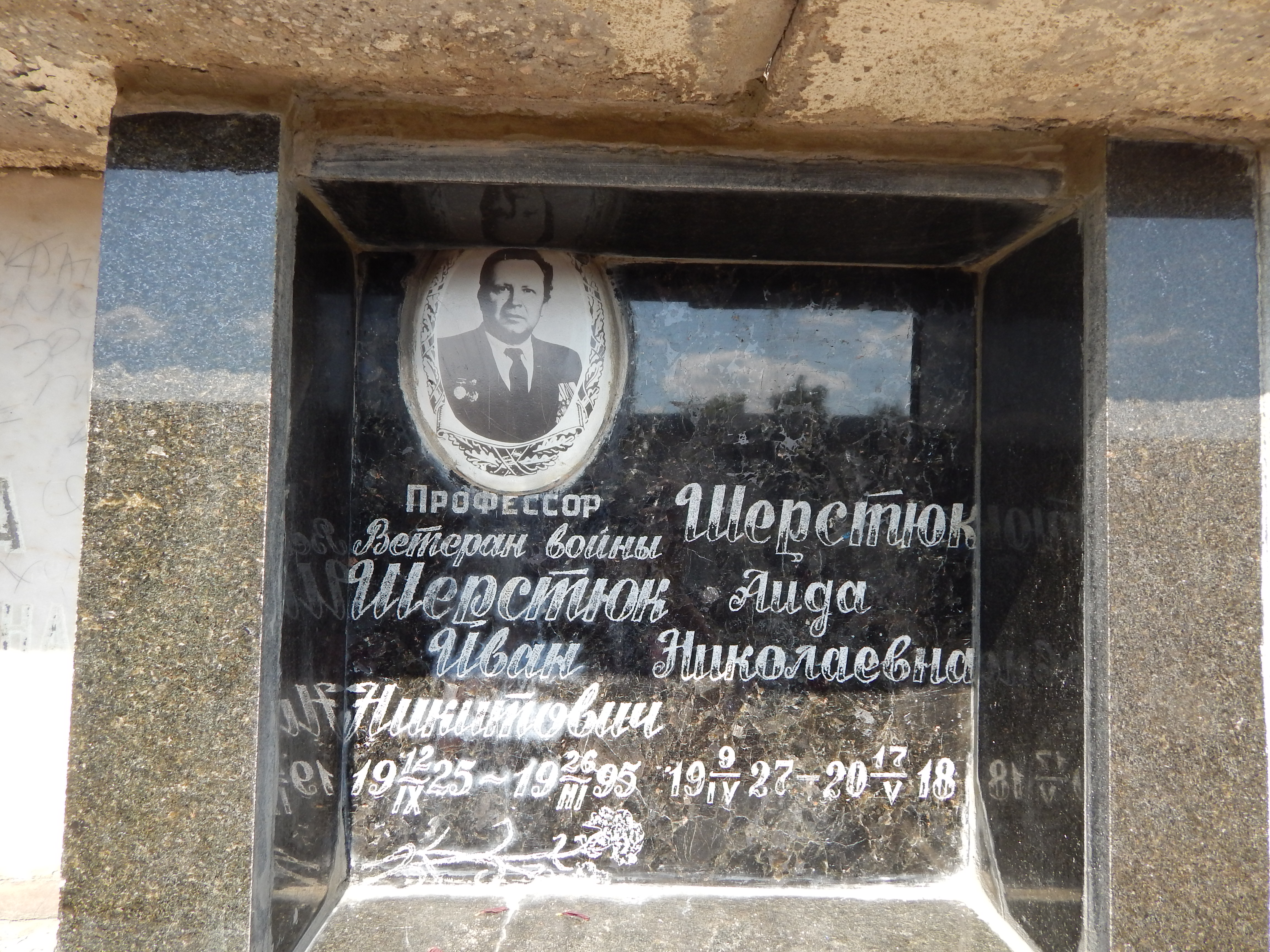
Табличка в колумбарії

Іван Микитович досліджував такі проблеми економіки: теоретичні аспекти матеріальної зацікавленості робітників, формування ефективного господарського механізму та розвиток ринкової економіки.
У 1971 році в Харківському державному університеті імені А. М. Горького Іван Шерстюк захистив дисертацію на тему «Материальная заинтересованность и её в развитии общественного производства при социализме» (укр. Матеріальна зацікавленість та її у розвитку суспільного виробництва при соціалізмі) на здобуття наукового ступеня кандидата економічних наук. Науковим керівником цієї роботи виступив доцент І. Е. Бейліс, а офіційними опонентами — професор Д. З. Коров'яковський та доцент А. М. Шекшуєв. У другій половині 1970-х років йому надали вчене звання доцента, а в 1991 — професора .
Іван Шерстюк став автором та співавтором більш ніж 70 опублікованих наукових праць. Серед його праць основними вважаються: «Материальная заинтересованность как экономическая категория» (1971; укр. Матеріальна зацікавленість як економічна категорія), «Интеграционные процессы в экономике и их влияние на функционирование хозяйственного механизма» (1983; укр. Інтеграційні процеси в економіці та їх вплив на функціонування господарського механізму) та «Проблемы интенсификации общественного воссоздания в условиях ускорения экономического и социального развития страны» (1989; укр. Проблеми інтенсифікації суспільного відтворення в умовах прискорення економічного та соціального розвитку країни).